# Smiljevac (Tara)
Pour les articles homonymes, voir Smiljevac.
Le mont Smiljevac (en serbe cyrillique : Смиљевац), encore appelé Smiljevo brdo, est un sommet des monts Tara, un massif situé à l'extrême ouest de la Serbie, le long de la frontière avec la Bosnie-Herzégovine. Il s'élève à une altitude de 1 445 m.